# Scoop (film 1982)
Scoop è un film del 1982, diretto da Ennio Marzocchini.

## Trama
Una piccola emittente televisiva di provincia, "Antenna Libera" tira avanti alla meglio tra notizie locali e programmi di poco conto, sino a quando i due titolari, Alberto e Antonello, hanno per le mani una notizia in esclusiva: il rapimento di un facoltoso industriale della zona, Bruno Niccoli. L'emittente, sino a quel momento praticamente sconosciuta, improvvisamente viene seguita da un numero sempre maggiore di persone, desiderose di sapere le ultime notizie sul rapimento. In breve tempo il caso diventa di livello nazionale, e l'emittente vive un periodo economicamente florido grazie alla stipula di lucrosi contratti pubblicitari.
Un giorno uno dei titolari, Antonello, ha l'idea di aggiungere alle trasmissioni speciali sull'evento programmi "per adulti", come gli spogliarelli, ma la prima trasmissione viene interrotta dall'arrivo della polizia che sequestra tutto il materiale. I due non demordono e fondano una nuova emittente privata, "Video Zero", che continua a dare notizie in esclusiva sul rapimento. Antonello, per meglio documentare dall'interno la vita e gli appelli dell'industriale prigioniero, si consegna spontaneamente ai banditi. Stavolta le autorità di polizia e i familiari del rapito protestano per questa decisione, ma i due giornalisti vanno avanti per la loro strada poiché la loro logica del profitto è la stessa che ha utilizzato l'industriale per accumulare una cospicua fortuna.
Quando, dopo due mesi di prigionia, l'industriale verrà liberato, i suoi familiari venderanno in esclusiva memoriale e interviste a un importante settimanale nazionale, mentre i titolari dell'emittente, sommersi dai debiti e a rischio di fallimento, in combutta con i tecnici della televisione, si inventeranno un falso rapimento per continuare ad assicurarsi i vantaggiosi contratti pubblicitari.

## Produzione
Girato tra la fine del 1979 e tutto il 1980 in varie località della Toscana da Marzocchini durante le domeniche libere dall'impegno direttoriale di Antenna 5, è il suo lungometraggio di esordio. Uno dei protagonisti, Alberto Pozzolini, qui al suo unico film interpretato, in seguito conduttore televisivo, scrittore e assessore, deceduto a Empoli l'8 agosto 2017 all'età di 84 anni, era già popolare a livello televisivo per essere stato il campione del quiz Scommettiamo?, dove giunse sino alle semifinali nel 1978.

## Distribuzione
Il film venne presentato il 24 luglio 1982 al Festival Internazionale di Taormina, dove Marzocchini ebbe una nomination come miglior regista esordiente. In seguito ottenne il visto di censura n. 78.527 del 3 marzo 1983 dopo essere stato tagliato nella scena del conferimento delle onorificenze. Distribuito nell'estate del 1983, incassò circa 5 milioni di lire. È stato pubblicato nel 1987 in videocassetta dalla Capitol International Video. Risulta ancora inedito in DVD.